# سامانثا هنت
سامانثا هنت (بالإنجليزية: Samantha Hunt)‏ (1971، ماونت كيسكو في الولايات المتحدة)؛ كاتِبة وروائية أمريكية.